# スコゥガル
スコゥガル (氷語: Skógar (pronounced [ˈskou.ar] ( 音声ファイル))、「雑木林」あるいは「森」の意) はアイスランド南部のエイヤフィヤトラヨークトルの近く、ラゥングアゥルシンク・エイストラ自治体内にある人口25ほどの小さな集落。

## 概要
集落の近くにスコゥガフォスと呼ばれる滝があることで知られる。この滝はスコゥグアゥ川にあり、高さ約 60m である。集落には民族博物館 Skógasafn があり、通年開館している。
スコゥガルの周辺にはクヴェルヌフォス (Kvernufoss) と呼ばれる滝があり、スコゥグアゥの上流には他にも多くの景観に優れる滝がある。集落の裏手にある古い学校から小さな森になっている山を登ると、古い農場の遺跡がある。
スコゥガル出身の著名者としては、アイスランド国歌の賛美歌の詩を書いた詩人のマハティアス・ヨホクムソンが挙げられる。
2010年のエイヤフィヤトラヨークトルの噴火の際には集落は大きな被害を受けた。

## ギャラリー

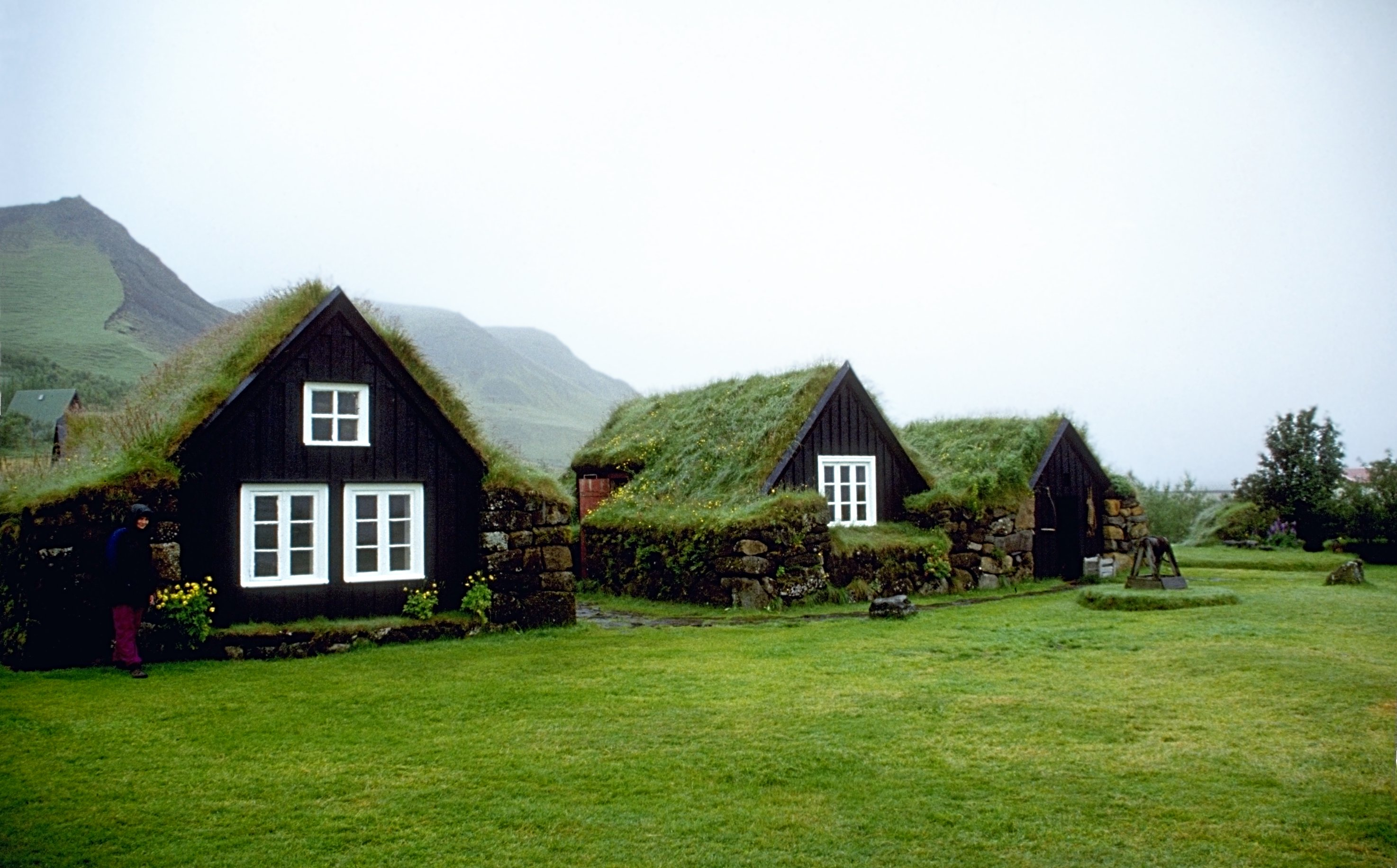
民族博物館 (1996年7月)
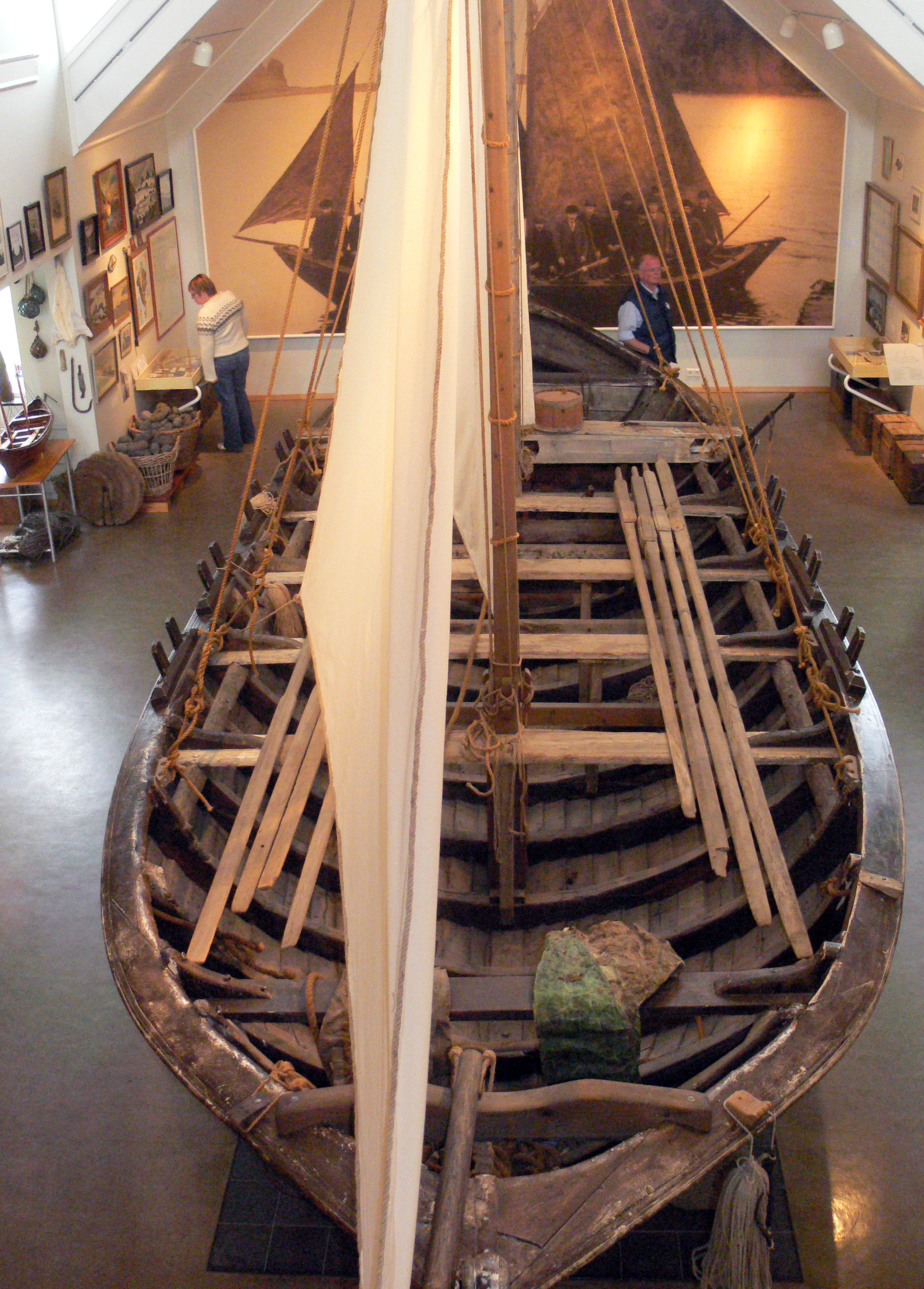
民族博物館に展示されている漁船、Pétursey (2008年8月)。
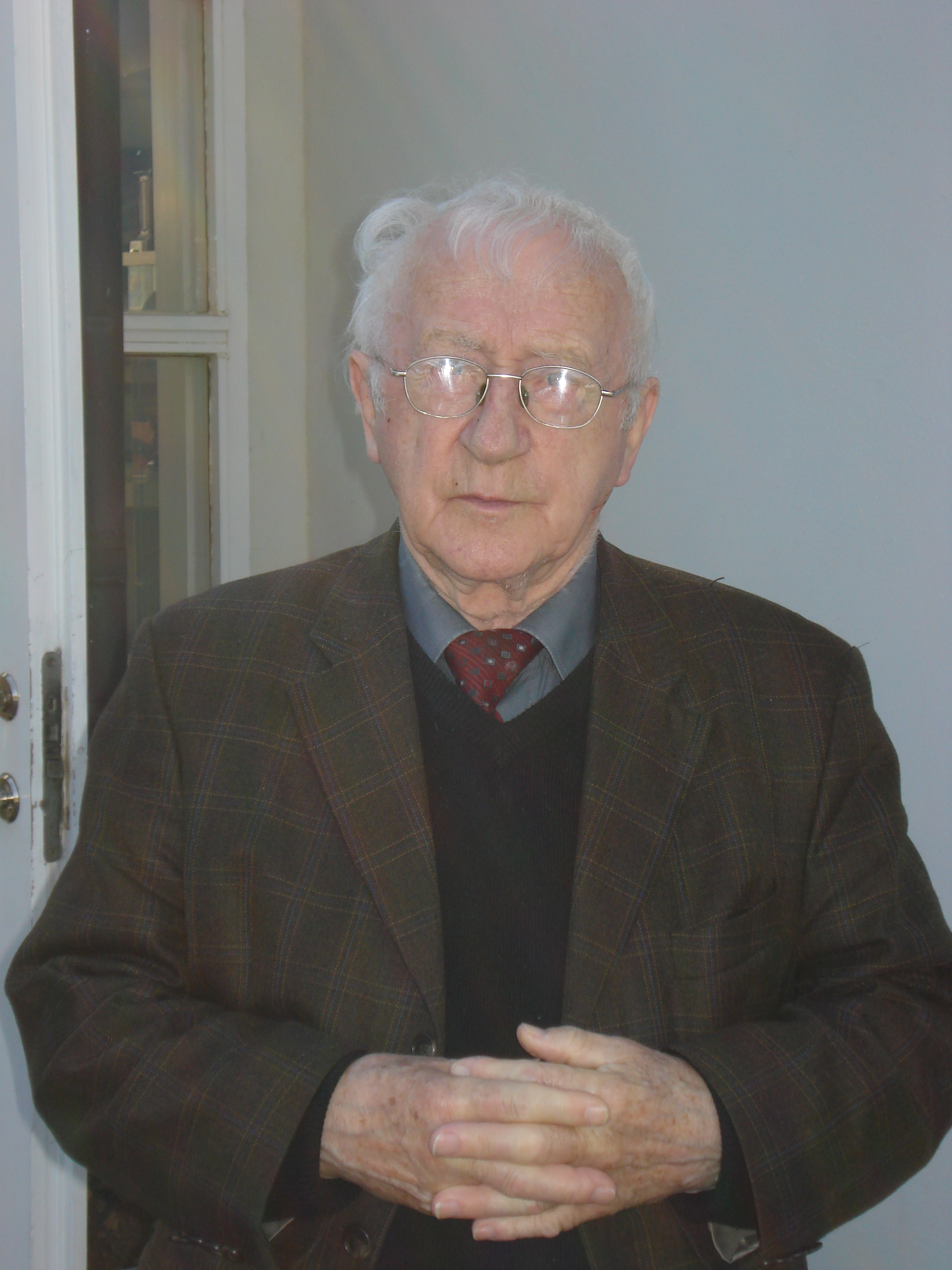
博物館長を務めるソゥルズル・トゥマソン (Þórður Tómasson, 2007年8月)